# 埃爾德法爾湖
52°20′57″N 7°37′29″E / 52.34917°N 7.62472°E

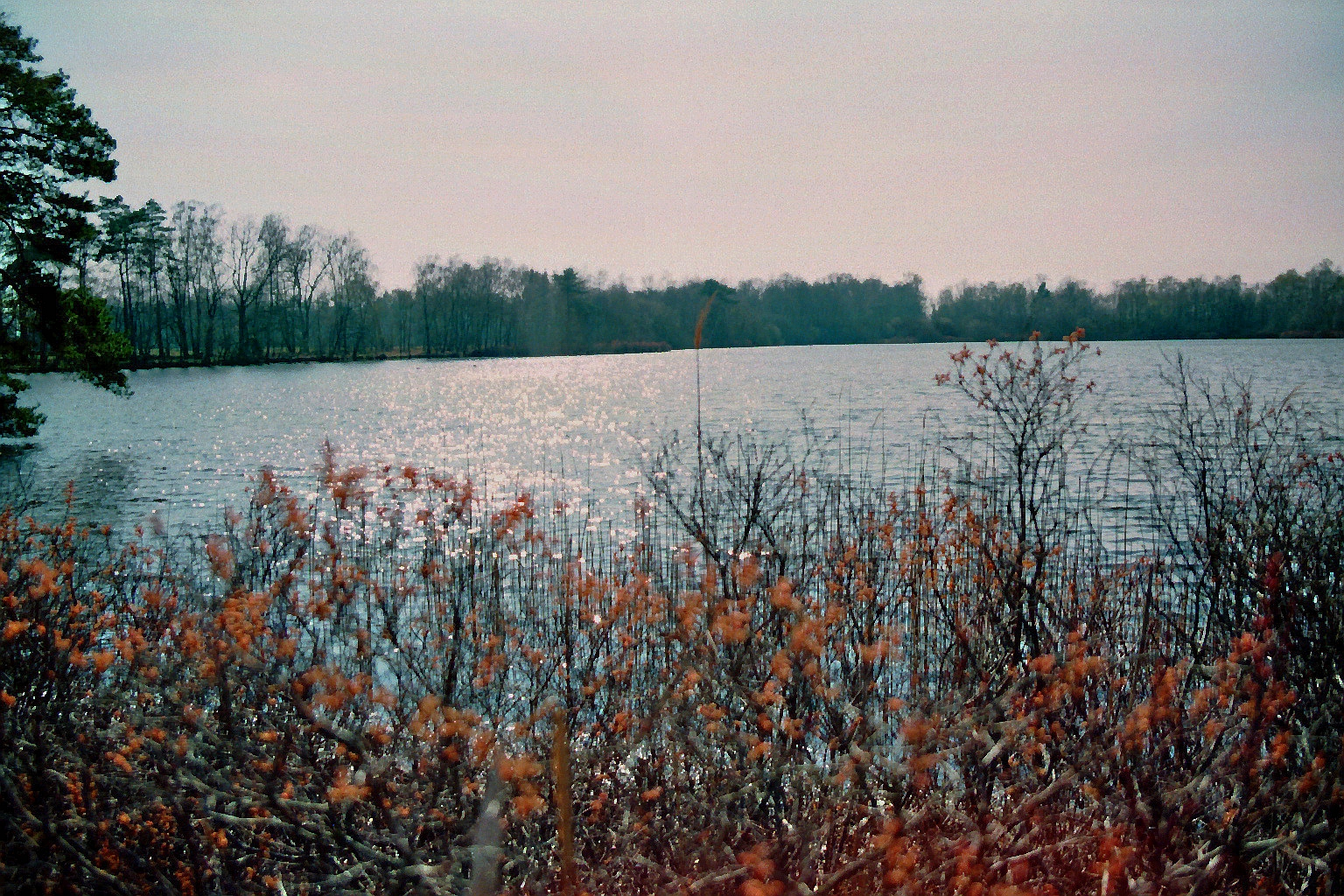

埃爾德法爾湖（德語：Erdfallsee），是德國的湖泊，位於該國西部，由北萊茵-威斯特法倫州負責管轄，處於施泰因富特縣，長0.3公里、寬0.1公里，面積0.07平方公里，海拔高度44米，最大水深12米。